# پادوی گلف
پادوی گلف (به انگلیسی: Caddyshack) فیلمی ۹۸ دقیقه‌ای به کارگردانی هارولد رامیس با بازی چوی چیس محصول کشور ایالات متحده آمریکا است.